# 빗 속의 여인들
"빗 속의 여인들"은 한국에서 제작된 조문진 감독의 1976년 드라마 영화이다. 최민희 등이 주연으로 출연하였고 박종찬 등이 제작에 참여하였다.

## 출연

### 주연
- 최민희
- 김추련
- 태현실